# Рущенков, Владимир Павлович
Владимир Павлович Рущенков (род. 1939) — советский военный деятель, генерал-лейтенант танковых войск. Депутат Верховного Совета УССР 11-го созыва.

## Биография
С 1958 года служил в Советской армии.
Член КПСС с 1962 года.
В 1970г. окончил Академию бронетанковых войск, в 1981г. Военную академию Генерального штаба Вооруженных Сил СССР имени Ворошилова.
С октября 1975г. по август 1979г. командир 48-й учебной танковой дивизии — учебного центра Десна (Черниговской области).
С мая 1984г. по май 1985г.- командующий 1-й общевойсковой армией г. Чернигов Киевский военный округ.
С мая 1985  по май 1988 г. — командующий 2-й гвардейской танковой армии Группы советских войск в Германии.
Затем — в отставке.
В настоящее время проживает в городе Великие Луки с женой, куда переехал из белорусского Минска. Есть сын и дочь.

## Звание
- генерал-майор танковых войск
- генерал-лейтенант (31.10.1986)

## Награды
- орден Красной звезды
- орден за службу Родине 3-й степени СССР
- медали СССР
- медали зарубежных стран